# IC 2376
IC 2376 је спирална галаксија у сазвјежђу Рак која се налази на листи објеката дубоког неба у Индекс каталогу.
Деклинација објекта је + 30° 24' 27" а ректасцензија 8h 28m 26,1s. Привидна величина (магнитуда) објекта IC 2376 износи 14,5 а фотографска магнитуда 15,3. IC 2376 је још познат и под ознакама MCG 5-20-16, CGCG 149-29, PGC 23765.